# George MacKenzie (zapaśnik)
George MacKenzie (ur. 21 listopada 1888 w Londynie, zm. 27 lipca 1957 tamże) – zapaśnik reprezentujący Wielką Brytanię, uczestnik igrzysk w Londynie w 1908 roku, igrzysk w Sztokholmie w 1912 roku, igrzysk w Antwerpii w 1920 roku, igrzysk w Paryżu w 1924 roku oraz na igrzyskach w Amsterdamie w 1928 roku. Najlepszym rezultatem było czwarte miejsce w wadze lekkiej w stylu wolnym zdobyte na IV Igrzyskach Olimpijskich.